# Dictyna dunini
Dictyna dunini là một loài nhện trong họ Dictynidae.
Loài này thuộc chi Dictyna. Dictyna dunini được miêu tả năm 2000 bởi Danilov.